# Hadii Sharara
Hadii Sharara nació en 3 de abril en Líbano, hijo de anfitrión de televisión libanés Riad Sharara, es un compositor y productor de música Libanés, que ha trabajado con muchos cantantes árabes como Haifa Wehbe, Melissa, Nancy Ajram...

## Carrera musical
Hadii empezó su carrera como cantante de una banda de pop famosa que se llama ZED en año 1986, Hadii compuso y arregló la mayoría de las canciones, ganó muchos precios en diferentes festivales de música como el festival de Sopot music Polonia, Brachov festival de Rumanía... En 2006 ganó un premio de Murex d'Or 2006 como “Best Music Arranger”. Sus logros como productor musical y arreglista en programas de televisión, son: Coke Studio temporada 2 y 3, X Factor temporada 2, Heik Minghani, Dancing with the Stars y recientemente su aparición semanal en Star Academy temporada 9, 10 y 11 como interrogador.

## Discográfica
la siguiente lista son las canciones producidas de Hadii Sharara
- Nancy Ajram

Sho Hal Ossa
Nam Bi Albi
Ya Ghali
Baddak Teb’a Fik
Fi Hagat
Sheikh Shabab
Lamset Eid
Meen Da Elli Nseek
Ehsas Jdeed
- Maya Diab

Habibi
Aywa
Aywa [Remix]
Ya Niyyali
Ya Niyali [Remix]
Gatifin
Ghmorni Wshedd
Kilmi
Biradini
Sabaa Terwah
Ktir Awi Keda
Ya Bayaaiin El Asal
Keda Bardou
Da Mtallaa Eini
Habbayt Nemshi Sawa
- Najwa Karam

Sho Jani
Kibr El Hob
Hamse Hamse
Sho Hal Hala
Bhibbak Walaa
Taa Khabbik
, Kammel Aala Rouhi
Gatalna El Khof
- Nawal El Zoghbi

Ana Baddi Eish
Albi S’alu
Cho Hal Alb
Ya Rayeh
Yawm Elli Meshi
Sammaani Sotak
- Haifa Wehbe

Alouli Aannu Kalam
Makhadtesh Bali
Sammaani
Sammaani [Remix]
Bahrab Men Einek
Kobba
Bokra Bfarjik
Ba’oullak Eh Ya Aam
Sway
- Sara Al Hani

Olt Eh
Ya Dana
Ghariba Rohi
- Assala Nassri

Aallametni
Shaghel Bali
- Waad

Balak Maa Min
Aala Min
Taraktak
- Karol Sakr

Fallayt
Baddi Shoufak Kil Yawm
Heart And Soul
Da’et Albak
Tammintini
Ya Albi Rou’
Sho Baddak
Bmut Aalaik
Wayn Bla’ik
Ouli Jayi
Sahhart Oyuni
Hakini
Ha’ak Aalayyi
, Eh El Gedid
Jirh Ghyabak
, Hor Tsadde’ni
Webtes’al
Ertah W Rayyahni
Bi Albi
Ayazonno
- Amal Hijazi

Bayyaa Al Ward
Sho Baddak
Ma Tsammini
- Assi Al Hellani

Zghiri El Dini
Forset Omor
Aal Aain
Ouli Jayi
Dayeb Fik
Aam Oul El A’ah
Khail El Arab
Habibi Yalli Nasini
Beirut Aam Tibki
Layl El Watan
Owetna Bwehdetna
- Melhem Zein

La Tshikki Fiyyi
Maryam
Mamnounak Ana
- Carole Samaha

Kif
Wehyatak
Law Fiyyi
- Fadee Andrawos

Shaddetni
Hayda Mesh Ana
Tlaai Minni
Lamma Tkun
Flistin W Libnan
- Yara

Twassa Fiyyi
Hob Kbir
- Melhem Barakat

Yemkin Nithanna
Mesh Aaref
- Myriam Fares

Bitrouh
Eyyam El Shiti
Shu Bheb
Aman
- Darine Hadshiti

Ertahlak Albi
Eddam El Kil
Mishta’a
- Yuri Mrakadi

Intro
Aarabiyyon Ana
Matha Aqolo
Khatiraton Anti
Mafsoom Shakhsiya
Taali Nahjor Al Qasra
Orido
Taqulin
- Melissa

Mfakkar Halak Min
Khedo Eani
Rouh
Habibi [Somebody Call My Name]
Yalli Nasini
- Wael Kfoury

Omri Killo
Sho Ra’yek
Bhibbak Ana Kteer
Ghazelni
Kif Baddi Samho
Habibi Taa
Bihen
Mesh A’der
Law Hobna Ghalta
Awlak Ghalat [Baddi Yak]
Albi Shu Baddi Ello
, Haydi Inti
Arreb Layyi
Ahat Instrumental
- Coke Studio temporada 2

Just A Dream
Wild Ones
Fire
Weftakart
Relax
Down
Rise Up
Temporada 3
She’s Fresh / Aktar
Aal Ean Molayeten
Jaddili
Talk To Me
Get Lucky
Derailed
Ya Hezzali
- The X Factor

Aa Hadir El Busta
Diggi Ya Rababa
Ya Bnt Soltan
Talaa Men Bet Abuha
El Hilwa Di
Taa Khabbik
Aghani Aghani
- Ragheb Alama

Nassini El Donia
El Hob El Kibir
- Joseph Attieh

Ya Kil El Dini
- Maya Nassri

Rouh
- Viviane Mrad

Aazab El Hob
- Amer Zayyan Featuring Eliane Mahfouz

Aa Tari’ak
- Diana Karazon

Insani Ma Binsak
Enta El Gharam
- Abdel  Fattah Grini

Da Habibi
- Sobhi Toufik

Shouf
- Dina Hayek Featuring Tony Hanna

Tal El Sahar
- Mouin Shreif

Rsamtak
- Sherine Wagdi

Yah Aala Al Ayam
Aannak Sa’alouni
Al Badr
Bahb Ahlam
- Ruby

Leh Bidari Keda
- Pascale Meshaalani

Sho Bhibbak
- Shatha Hassoun

Rouh
- Nicolas Saade Nakhle

Allah Maa
- Razan Moghrabi

Law Hob Da
Maktobli Hawak
Maktobli Hawak [Remix]
Taala
- Aziz Abdo

Inti Tsharrafi
- Turki

Aashr Gloub
- Hisham Al Hajj

Ahla Libnaniyyi
- Nicole Saba

Ma Ba’a Tdi’illi
- Amani Swissi

Wayn
Waadni
- Marwan Khoury

La Tfakkir
- Aline Khalaf

Rah El Wafa
Farhet Aainayyi
Baadak Aal Bal
- Katia Harb

A’d El Hob
- Balqees  Fathi

Enta
- Hazem Sharif

Sho Aamli